# Christian August Hermann Marbach
Christian August Hermann Marbach (* 11. April 1817 in Jauer, Landkreis Jauer, Provinz Schlesien; † 25. April 1873 in Breslau) war ein deutscher Physiker, Mineraloge und Kristallograph.

## Leben
Christian August Hermann Marbach studierte an der Schlesischen Friedrich-Wilhelms-Universität zu Breslau und wurde am 30. März 1844 zum Dr. phil. promoviert. Anschließend wurde er Lehrer und später Oberlehrer und Prorektor am Breslauer Realgymnasium „Zum Heiligen Geist“.
Am 24. Januar 1855 wurde er an der Universität Breslau als Privatdozent für Physik habilitiert und wirkte in der Folge bis an sein Lebensende als außerordentlicher Professor für Physik an der Universität Breslau.
Er war verheiratet mit seiner Ehefrau Klara (1824–1893), die unter dem Namen Klara Held-Marbach 1876 einen Band lyrischer Gedichte veröffentlichte. Die Schriftstellerin Bianca Bobertag war ihre Tochter. Der Germanist und Literaturhistoriker Felix Bobertag war ihr Schwiegersohn.
Hermann Marbach entdeckte, dass nicht allein der Quarz, sondern auch mehrere dem regulären System angehörige Kristalle wie Natriumchlorat, Natriumbromat, Natriumsulfantimoniat und Natriumamylacetat, die Eigenschaft besitzen, die Polarisationsebene zu drehen.
Hermann Marbach war Mitglied der Gesellschaft Deutscher Naturforscher und Ärzte und wurde am 6. Februar 1858 unter der Präsidentschaft von Christian Gottfried Daniel Nees von Esenbeck mit dem akademischen Beinamen Fresnel  unter der Matrikel-Nr. 1853 als Mitglied in die Kaiserliche Leopoldino-Carolinische Deutsche Akademie der Naturforscher aufgenommen.

## Schriften
- De superficie aliqua, qua cujusque superficiei curvatura definiri potest. Breslau 1844
- Ueber Systematik in der Darstellung der Physik. 1847
- Über die doppelte Brechung des Lichtes in einaxigen Krystallen. Graß, Barth und Comp., Breslau 1851, Digitalisat
- Die optischen Wirkungen einiger Krystalle des tesseralen Systems. Breslau 1855, Digitalisat
- Über „Hémiédrie non superposable“ oder „gewendete Krystallformen“. Breslau 1861, Digitalisat